# Тульська духовна семінарія
Тульська духовна семінарія - середній навчальний заклад Тульської і Єфремівської єпархії Відомства православного сповідання Російської імперії, що готувала церковно- і священнослужителів.
Закрита в 1918 році після захоплення влади більшовиками.

## Історія
Тульська семінарія з'явилася відразу після заснування Тульської єпархії. У пункті 15 затвердженої 16 жовтня 1799 доповіді Святійшого Синоду від 27 вересня було сказано, що сума, покладена на (колишню) Коломенську семінарію, «перекладається нині ж на Тульську, яка і повинна бути заснована по перенесенню єпархії». Перенесення семінарії - тобто прибуття в Тулу колишнього єпископа Коломенського зі штатом - відбувся на початку лютого 1800 року.
Близько року Тульська семінарія не мала місця розташування і змогла почати роботу не раніше березня 1801.
У першому приміщенні, перебудованого з незакінченого губернаторського будинку на Київській вулиці, семінарія існувала до 1821 року. Потім її стали поступово переводити в нову будівлю, вибудувану на колишніх володіннях купця Герасима Сушкіна, що знаходиться між Воронезькою вулицею і Під'ячеською слободою.
Після приходу більшовицького режиму 1917 року приміщення духовних навчальних закладів були конфісковані. Не маючи ні правової, ні фінансової бази, позбувшись приміщень, Тульська духовна семінарія була закрита на початку 1918 року.

## Ректори
- Галактіон Пономарьов (1801)
- Кипріан Нікітін (14 січня 1807—1814)
- Мойсей Сахаров (1820—1825)
- Павєл Морковіч (1825)
- Агапіт Вознесенський (1826—1829)
- Стефан Зелятров (1829—1833)
- Варлаам Успенський (1833—1834)
- Никон Щеглов (1834—1843)
- Анастасій Лавров (1843—1850)
- Нікандр Покровський (1 травня 1850—1859)
- Андрій Поспєлов (11 серпня 1859—1868)
- Олександр Романов (1868—1895)
- Філарет Нікольський (1895—1898)
- Феодосій Феодосіїв (1898—1903)
- Георгій Ярошевський (1903—1906)
- Алексій Симанський (16 вересня 1906 — 6 жовтня 1911)
- Корнилій Соболєв (1 листопада 1911 — 17 вересня 1917)
- Петро Павлушков (25 листопада 1917 — початок 1918)